# Mileševo
Mileševo (ćir.: Милешево, mađ.: Drea) je Mesna zajednica u općini Bečej u Južnobačkom okrugu u Vojvodini. Zajednicu čine dva naselja, Mileševo na sjevernom i Drljan "Drea" na južnom dijelu Mjesne zajednice.

## Stanovništvo
U naselju Mileševo živi 4.118 stanovnika, od toga 2.737 punoljetna stanovnika, a prosječna starost stanovništva iznosi 41,5 godina (39,8 kod muškaraca i 43,3 kod žena). U naselju ima 451 domaćinstava a prosječan broj članova po domaćinstvu je 2,48. U mjestu postoje dva Doma kulture, Rimokatolička crkva kao i groblja s kapelicama i vjerskim objektima, Osnovna škola na oba jezika sredine (srpski i mađarski), nogometni klub i brojni objekti za zabavu. U blizini se nalaze i otvoreni bazeni kao i golf igralište i poznata arhela konja. Teritorijalno, zajednica pripada općini Bečej, a vjerski oblasti Bačka Topola, odnosno Subotičkoj županiji.
Prema popisu stanovništva iz 1991. godine u naselju je živjelo 3.579 stanovnika.
| Etnički sastav 2002. |            |        |
| Narod                | Stanovnika | %      |
| Mađari               | 571        | 51,07% |
| Srbi                 | 485        | 43,38% |
| Hrvati               | 19         | 1,69%  |
| Jugoslaveni          | 8          | 0,71%  |
| Nijemci              | 2          | 0,17%  |
| Bugari               | 2          | 0,17%  |
| Muslimani            | 2          | 0,17%  |
| ostali               | 3          | 0,16%  |
| nepoznato            | 4          | 0,35%  |

| broj stanovnika | 1784  | 1845  | 1908  | 1468  | 1301  | 1218  | 1118  |
|                 | 1948. | 1953. | 1961. | 1971. | 1981. | 1991. | 2001. |

## Vanjske poveznice
- Karte, udaljenonosti, vremenska prognoza  Arhivirana inačica izvorne stranice od 29. ožujka 2008. (Wayback Machine)
- [neaktivna poveznica]